# 伊瓦兰格卢阿
伊瓦兰格卢阿（西班牙語：Ibarranguelua）是西班牙巴斯克自治区比斯开省的一个市镇。总面积16平方公里，总人口542人（2001年），人口密度34人/平方公里。